# Роб-Рой (остров)
Роб-Рой (англ. Rob Roy Island) — остров в провинции Шуазёль (Соломоновы Острова). Исконное название острова — Велавиру.
Остров имеет условно прямоугольную форму, вытянут с запада на восток примерно на 17 километров, с севера на юг — примерно на 3 километра, площадь — около 51 км², высшая точка находится на отметке 150 метров над уровнем моря. С запада и северо-запада Роб-Рой едва ли не соединён с островом Шуазёль: ширина пролива Нагоселе в отдельных местах составляет менее 65 метров. Остров полностью порос джунглями, но также есть несколько кокосовых плантаций.